# 신 고헤이
신 고헤이(일본어: 進 昂平, 1995년 6월 4일~)는 일본의 축구 선수이다.

## 구단 경력
그는 2018년 J3리그의 YSCC 요코하마에 입단했다. 2019년까지 42경기에 출전하여, 15득점을 넣었다. 2020년 J2리그의 더스파구사쓰 군마로 이적했다. 2021년까지 49경기에 출전하여, 4득점을 넣었다. 2022년 J3리그의 에히메 FC로 이적했다. 2023년 AC 나가노 파르세이루로 이적했다.